# 约翰七世 (拜占庭)
约翰七世·巴列奥略（拉丁化：Iōannēs Z' Palaiologos，1370年—1408年9月22日），1390年在位为拜占庭皇帝。

## 生平
约翰七世是安德洛尼卡四世之子。安德洛尼卡四世于1376年推翻其父约翰五世的皇位，并于次年任命其子约翰七世为共治皇帝。1379年，约翰五世重新夺回了皇位。不过约翰五世保留了安德洛尼卡四世父子的皇室身份，并将西利布里亚封为安德洛尼卡四世的领地。1385年安德洛尼卡四世去世后，其地位由约翰七世继承。
1390年，约翰七世推翻其祖父约翰五世的统治，登基为帝。但仅仅在位五个月后，约翰五世就在其子曼努埃尔与威尼斯共和国的协助下夺回统治权。约翰七世只得出逃奥斯曼帝国，寻求苏丹巴耶济德一世的庇护。巴耶济德帮助约翰七世回到了其父亲原先的领地西利布里亚。
曼努埃尔二世在1391年约翰五世去世后成为拜占庭皇帝。后来约翰七世与曼努埃尔二世的关系得以改善。1399年，在巴耶济德围困君士坦丁堡数年后，曼努埃尔二世前往西欧寻求军事援助，并任命约翰七世为摄政。由于鄂圖曼帝國于1402年兵败安卡拉并在其后爆发内战，全国陷入一片混乱。约翰七世趁此机会与鄂圖曼签订和约，使鄂圖曼退回了原先侵占的部分拜占庭帝国领土，其中包括于1387年被占的塞萨洛尼基。当曼努埃尔二世回到拜占庭帝国后，约翰七世归还了统治权。此后他赴塞萨洛尼基定居，并被允许保留皇帝称号。1408年他在塞萨洛尼基去世。